# Liste des albums musicaux numéro un au Billboard 200 en 2009

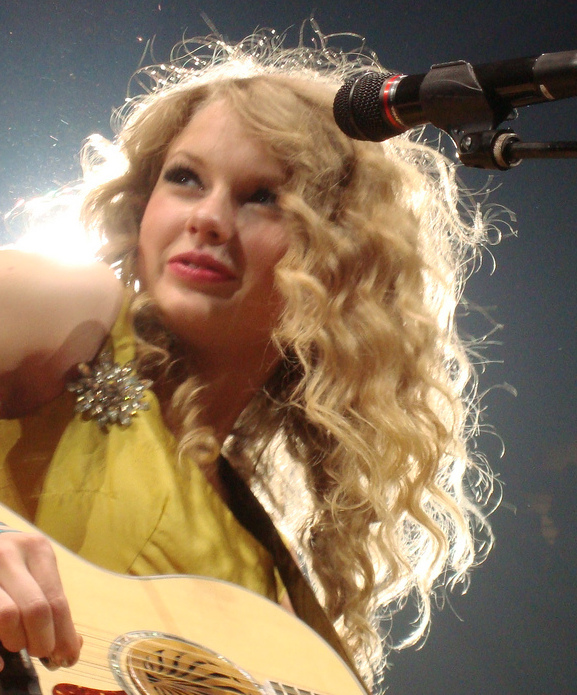
Taylor Swift interprétant "Fifteen" au Fearless Tour, 2010

Cette page présente les albums musicaux numéro 1 chaque semaine en 2009 au Billboard 200, le classement officiel des ventes d'albums aux États-Unis établi par le magazine Billboard. Les cinq meilleures ventes annuelles sont également listées.

## Classement hebdomadaire
| Date         | Artiste(s)                     | Titre                                                                                   | Référence |
| ------------ | ------------------------------ | --------------------------------------------------------------------------------------- | --------- |
| 3 janvier    | Taylor Swift                   | Fearless                                                                                |           |
| 10 janvier   | Taylor Swift                   | Fearless                                                                                |           |
| 17 janvier   | Taylor Swift                   | Fearless                                                                                |           |
| 24 janvier   | Taylor Swift                   | Fearless                                                                                |           |
| 31 janvier   | Taylor Swift                   | Fearless                                                                                |           |
| 7 février    | Taylor Swift                   | Fearless                                                                                |           |
| 14 février   | Bruce Springsteen              | Working on a Dream                                                                      |           |
| 21 février   | The Fray                       | The Fray                                                                                |           |
| 28 février   | Taylor Swift                   | Fearless                                                                                |           |
| 7 mars       | Taylor Swift                   | Fearless                                                                                |           |
| 14 mars      | Taylor Swift                   | Fearless                                                                                |           |
| 21 mars      | U2                             | No Line on the Horizon                                                                  |           |
| 28 mars      | Kelly Clarkson                 | All I Ever Wanted                                                                       |           |
| 4 avril      | Kelly Clarkson                 | All I Ever Wanted                                                                       |           |
| 11 avril     | Divers artistes                | Now That's What I Call Music! 30 (compilation)                                          |           |
| 18 avril     | Keith Urban                    | Defying Gravity                                                                         |           |
| 25 avril     | Rascal Flatts                  | Unstoppable                                                                             |           |
| 2 mai        | Miley Cyrus et divers artistes | Hannah Montana: The Movie (bande originale du film Hannah Montana, le film)             |           |
| 9 mai        | Rick Ross                      | Deeper than Rap                                                                         |           |
| 16 mai       | Bob Dylan                      | Together Through Life                                                                   |           |
| 23 mai       | Chrisette Michele              | Epiphany                                                                                |           |
| 30 mai       | Green Day                      | 21st Century Breakdown                                                                  |           |
| 6 juin       | Eminem                         | Relapse                                                                                 |           |
| 13 juin      | Eminem                         | Relapse                                                                                 |           |
| 20 juin      | Dave Matthews Band             | Big Whiskey and the Groogrux King                                                       |           |
| 27 juin      | The Black Eyed Peas            | The E.N.D.                                                                              |           |
| 4 juillet    | Jonas Brothers                 | Lines, Vines and Trying Times                                                           |           |
| 11 juillet   | The Black Eyed Peas            | The E.N.D.                                                                              |           |
| 18 juillet   | Divers artistes                | Now That's What I Call Music! 31 (compilation)                                          |           |
| 25 juillet   | Maxwell                        | BLACKsummers'night                                                                      |           |
| 1er août     | Daughtry                       | Leave This Town                                                                         |           |
| 8 août       | Demi Lovato                    | Here We Go Again                                                                        |           |
| 15 août      | Fabolous                       | Loso's Way                                                                              |           |
| 22 août      | Sugarland                      | Live on the Inside                                                                      |           |
| 29 août      | George Strait                  | Twang                                                                                   |           |
| 5 septembre  | Reba McEntire                  | Keep On Loving You                                                                      |           |
| 12 septembre | Colbie Caillat                 | Breakthrough                                                                            |           |
| 19 septembre | Whitney Houston                | I Look to You                                                                           |           |
| 26 septembre | Jay-Z                          | The Blueprint 3                                                                         |           |
| 3 octobre    | Jay-Z                          | The Blueprint 3                                                                         |           |
| 10 octobre   | Pearl Jam                      | Backspacer                                                                              |           |
| 17 octobre   | Barbra Streisand               | Love Is the Answer                                                                      |           |
| 24 octobre   | Michael Bublé                  | Crazy Love                                                                              |           |
| 31 octobre   | Michael Bublé                  | Crazy Love                                                                              |           |
| 7 novembre   | Divers artistes                | The Twilight Saga: New Moon (bande originale du film Twilight, chapitre II : Tentation) |           |
| 14 novembre  | Michael Jackson                | This Is It                                                                              |           |
| 21 novembre  | Carrie Underwood               | Play On                                                                                 |           |
| 28 novembre  | Bon Jovi                       | The Circle                                                                              |           |
| 5 décembre   | John Mayer                     | Battle Studies                                                                          |           |
| 12 décembre  | Susan Boyle                    | I Dreamed a Dream                                                                       |           |
| 19 décembre  | Susan Boyle                    | I Dreamed a Dream                                                                       |           |
| 26 décembre  | Susan Boyle                    | I Dreamed a Dream                                                                       |           |

## Classement annuel
Les 5 meilleures ventes d'albums de l'année aux États-Unis selon Billboard :
1. Taylor Swift - Fearless
2. Beyoncé - I Am... Sasha Fierce
3. Nickelback - Dark Horse
4. Divers artistes - Twilight: Original Motion Picture Soundtrack
5. Miley Cyrus et divers artistes - Hannah Montana: The Movie